# Die Unzertrennlichen (1988)
Die Unzertrennlichen (Originaltitel: Dead Ringers) ist ein kanadisch-US-amerikanisches psychologisches Drama mit Body-Horror-Elementen aus dem Jahr 1988. Der mehrfach ausgezeichnete Film entstand unter der Regie von David Cronenberg, der auch am Drehbuch beteiligt war.

## Handlung
Der Film variiert am Beispiel zweier erfolgreicher Frauenheilkundler den populären Mythos, dass Zwillinge auf besondere Weise geistig verbunden, vielleicht „unzertrennlich“ sind.
Die eineiigen Zwillinge Beverly und Elliot, gefeierte Gynäkologen, Forscher und Stars ihrer Zunft, leben noch im Alter von mehr als 40 unverheiratet in einer merkwürdigen Symbiose in einer gemeinsamen Wohnung in Toronto. Der selbstsichere narzisstische Elliot nutzt seinen Bruder aus und sonnt sich im Ruhm, während der menschenscheue, sensible Beverly im Hintergrund unbeachtet seinen Forschungen nachgeht.
Wenn Elliot seinem Bruder dann zur Krönung regelmäßig die Eroberung der ersten Nacht überlässt (ohne dass die Frauen es merken), ist dies nur fair und aus Elliots Sicht eine weitere Ausformung des „Zwillingsmythos“. Sein Bruder könne ja wegen seiner Schüchternheit aus eigener Kraft sowieso keine Frau erobern, worunter der gehemmte Beverly besonders leidet.
Nach belanglosen Affären kippt das fragile Gleichgewicht, als sich Beverly unglücklich in Claire Niveau, eine seiner Patientinnen, verliebt – zudem ein Filmstar, eine Diva. Zuerst begegnet sie ihm, nachdem sie hinter das Geheimnis der Brüder gekommen ist, mit Ablehnung, aber zumindest hat Beverly jetzt jemand anderen als seinen Bruder, den er als Projektionsfläche für seine Sehnsucht nach Erfolg benutzen kann. Für Dreharbeiten verlässt Claire einige Zeit Beverly, der eine Medikamentensucht entwickelt. Irrtümlich unterstellt er ihr eine Affäre mit einem anderen Mann und stürzt in Verzweiflung.
Elliot reagiert überraschend harsch auf den Verlust der ungeteilten Aufmerksamkeit seines Bruders. Im Lauf des Films wird deutlich, dass er durchaus nicht so selbstbewusst ist, wie zu Beginn des Filmes gezeigt wurde; vielmehr baut seine Egomanie vor allem auf die bedingungslose Bewunderung durch seinen Bruder. Er sieht sich gezwungen, Beverlys gestörtes, von Drogensucht und Depressionen geprägtes Verhalten zu kopieren, damit sein Zwillingsphantasma erfüllt wird – was dem einen Zwilling zustößt, erleidet auch der andere. Ein halbherziger Kalter Entzug für Beverly, gepaart mit Aufputschmitteln für Elliot, scheitert.
Unweigerlich führt dies zum wirtschaftlichen und gesellschaftlichen Ruin der Arztpraxis, während die beiden immer tiefer in ihren Wahnvorstellungen versinken. Sie fühlen sich als siamesische Zwillinge, die getrennt werden müssen. Im Drogenrausch operiert Beverly in einer „medizinischen Behandlung“ Elliot zu Tode. In der Schlussszene zieht er sich an, verlässt die Wohnung, um Claire von einer Telefonzelle aus anzurufen. Als sie den Hörer abnimmt, hängt er auf und kehrt zu seinem toten Bruder zurück. Man sieht nun ihre beiden Körper leblos übereinander liegen.

## Kritiken
„Ein mehr an den psychologischen Abgründen der Geschichte als an vordergründigen Horror-Effekten interessierter Film, der mit einer schrecklichen Vernichtung der angeborenen Abhängigkeit endet. Nach einem authentischen Fall, der sich 1975 in New York ereignete; in der Doppelrolle der ungleichen Zwillingsbrüder brillant gespielt.“

„Der Ort des Schreckens ist Toronto […] Hier ist man bestenfalls so zu Hause, wie man in einem Operationssaal zu Hause wäre. Nur daß in diesem OP sezierende Schnitte an der Psyche vorgenommen werden. Ein Film von einer ansteckenden Kälte.“

„‚Die Unzertrennlichen‘ ist ein beunruhigendes Essay über Body Horror, geschlechtliche Panik und die bürgerlichen Familienverhältnisse.“

„im Stil eines morbiden Kammerspiels inszeniert“

„Daß der Körper, den man im Kino leichtfertig für den Sitz von Identitat und also auch Identifikation hält, sich im Kern verändert, zerstört unser Vertrauen ins physische Kino nachhaltig. […] Der Schluß ist ein Bild der Gnade […] ein Blick auf eine Schönheit, die nicht von dieser Welt ist.“

„der Albtraum jeder Frau […] Gynäkologen, die durchdrehen (every woman’s nightmare […] the gynos become psychos)“

„Es ist der radikalste Film des Kanadiers, noch ausgefeilter und durchdachter als seine vorherigen Arbeiten. Der intellektuellen Provokation mit ihren bitteren Erkenntnissen scheint ein leiser Bedacht gefolgt zu sein, um nicht mehr nur länger den Irrglauben geistlicher Unendlichkeit mit Bildern mutierter Leiber zu kontrastieren, sondern das absolute Grundprinzip des Seins in Frage zu stellen.“

## Auszeichnungen (Auswahl)
- 1988 gewannen David Cronenberg für die beste Regie und Geneviève Bujold als beste Nebendarstellerin jeweils einen LAFCA Award der Los Angeles Film Critics Association.

- 1988 gewann Jeremy Irons als bester Schauspieler einen New York Film Critics Circle Award.

- Beim Toronto International Film Festival war der Film 1988 Eröffnungsfilm und wurde als einer der besten 10 kanadischen Filme ausgezeichnet.

- Der Film war bei der Verleihung der Genie Awards 1989 äußerst erfolgreich. Bei 14 Nominierungen gewann er zwölf Preise, so unter anderem in den Kategorien Bester Film, Beste Regie, Beste Kamera, Bester Schnitt, Bestes adaptiertes Drehbuch und Bester Hauptdarsteller (Jeremy Irons). Als beste Hauptdarstellerin war Geneviève Bujold nominiert.

- Beim Fantasporto, einem Preis für Fantasy-Filme, erhielt Jeremy Irons 1989 eine Auszeichnung als bester Darsteller. Nominiert war Die Unzertrennlichen zudem als Bester Film.

## Verschiedenes
Die musikalische Untermalung stammt von Howard Shore, einem langjährigen Begleiter Cronenbergs. In dem etwas makaber anmutenden Vorspann sind fiktionale gynäkologische (Folter-)Instrumente zu sehen, die von Beverly Mantle im Film später im Drogenrausch entworfen werden, gezeichnet oder holzschnittartig über blutrotem Hintergrund. In bemerkenswertem Produktions- und Kostümdesign im Operationssaal tragen die Ärzte rot statt weiß, was eine überraschende Kontrastierung zur wahren Welt ergibt – die bekanntesten Bilder des Films.
Der Film ist in Grundzügen an einen authentischen Fall angelehnt, der sich 1975 in New York ereignete. Die unmittelbare Vorlage war das Buch Twins von Bari Wood und Jack Geasland aus dem Jahr 1977.
Die Altersfreigabe des Films wurde im August 2022 von ursprünglich 18 Jahren auf 16 Jahre herabgesenkt.
Der Fall der siamesischen Zwillinge Chang und Eng Bunker wird mehrfach erwähnt.
Zusätzliche Hintergrundinformationen bietet der virtuell zugängliche Teil des Cronenberg-Museums.

## Fernsehadaption
Für Amazon wurde eine sechsteilige Serie produziert, die den Film adaptiert und im April 2023 anlief. Federführend verantwortlich war die Autorin Alice Birch. In der doppelten Hauptrolle von Dead Ringers ist Rachel Weisz zu sehen.

## Weiterführende Literatur
- Bari Wood, Jack Geasland: Twins: a novel. Putnam, New York 1977, ISBN 0-399-11866-7 (englisch).
- Mark Browning: David Cronenberg: Author Or Filmmaker. Intellect Books, 2007, ISBN 978-1-84150-173-4, S. 81 ff. (englisch, eingeschränkte Vorschau in der Google-Buchsuche).
- Helen W. Robbins: ‘More human than I am alone’ – Womb envy in David Cronenberg’s The Fly and Dead Ringers. In: Steven Cohan, Ina Rae Hark (Hrsg.): Screening the Male: Exploring Masculinities in Hollywood Cinema. Routledge, 1993, ISBN 0-415-07759-1, S. 134 ff. (eingeschränkte Vorschau in der Google-Buchsuche).